# يسبر ثايغيسين
يسبر ثايغيسين (بالدنماركية: Jesper Thygesen)‏ هو لاعب كرة قدم دنماركي في مركز الوسط، ولد في 20 سبتمبر 1969 في آرهوس في الدنمارك. شارك مع منتخب الدنمارك تحت 17 سنة لكرة القدم ومنتخب الدنمارك تحت 19 سنة لكرة القدم. أما مع النوادي، فقد لعب مع نادي بروندبي ونادي راندرس ونادي سيلكيبورج.